# Dankow
Dankow (russisch Данко́в) ist eine Stadt in Russland mit 21.064 Einwohnern (Stand 14. Oktober 2010). Sie liegt am Oberlauf des Don und ist Kreiszentrum innerhalb der Oblast Lipezk. Die Stadt liegt 86 km nordwestlich der Gebietshauptstadt Lipezk.

## Geschichte
Der Ort entstand 1568 an der Stelle eines alten Städtchens namens Donkow, das zum Rjasaner Fürstentum gehörte und einige Jahrhunderte zuvor von den Tataren verwüstet wurde. Da Dankow zu dieser Zeit an den südlichen Grenzen Russlands lag, war es zunächst als Grenzposten vorgesehen. Mit der Ausdehnung des Reichs im 17. Jahrhundert verlor der Ort jedoch an Bedeutung und war lange Zeit eine arme, überwiegend von der Landwirtschaft lebende Provinzsiedlung. Erst mit der Gebietsreform Ende des 18. Jahrhunderts erhielt Dankow 1778 den Stadtstatus. Nach einem Großbrand im Jahre 1791 wurde die Stadt in weiten Teilen neu bebaut, dabei entstanden mehrere steinerne Kirchengebäude und Kaufmannshäuser.
Im 19. Jahrhundert spielte die Stadt eine größere Rolle in der Produktion von und im Handel mit landwirtschaftlichen Erzeugnissen, vor allem Getreide. Ende des 19. und Anfang des 20. Jahrhunderts gab es in der Stadt auch mehrere kleinere Industriebetriebe. 1890 wurde Dankow an das russische Eisenbahnnetz angeschlossen.
Nach der Oktoberrevolution verlor Dankow seine bisherige Bedeutung im Handel, was sogar dazu führte, dass ihm 1924 der Stadtstatus aberkannt wurde. Nachdem jedoch dort 1940 eine chemische Fabrik gebaut worden war, stieg Dankows wirtschaftliche Bedeutung und Einwohnerzahl wieder, und am 26. Juni 1941 erhielt es den Status einer Siedlung städtischen Typs sowie am 17. Februar 1957 erneut die Stadtrechte.

### Bevölkerungsentwicklung
| Jahr | Einwohner |
| ---- | --------- |
| 1897 | 9.121     |
| 1939 | 2.858     |
| 1959 | 12.703    |
| 1970 | 20.030    |
| 1979 | 23.246    |
| 1989 | 24.659    |
| 2002 | 23.249    |
| 2010 | 21.064    |

Anmerkung: Volkszählungsdaten

## Wirtschaft und Verkehr
Der wichtigste Industriebetrieb Dankows ist die 1940 gegründete Chemiefabrik, außerdem gibt es in der Stadt kleinere Betriebe der Leicht- und Nahrungsmittelindustrie. In der Umgebung wird Dolomit abgebaut und in einer Fabrik verarbeitet. Ansonsten wird im Rajon Dankow vor allem Landwirtschaft betrieben.
Die Stadt verfügt über einen Fernbahnhof mit Direktverbindungen unter anderem zum Pawelezer Bahnhof in Moskau.

## Sehenswürdigkeiten
In der Stadt gibt es ein Heimatmuseum, das in einem ehemaligen Kirchengebäude aus dem Jahr 1790 untergebracht ist. Eine weitere historische Kirche, die Wladimir-Kirche aus dem Jahr 1799, findet man im zehn Kilometer entfernten Dorf Balownewo. Rund 20 km östlich Dankows liegt der Bahnhof Lew Tolstoi, ehemals Astapowo, wo 1910 der berühmte Schriftsteller Leo Tolstoi im Haus des Bahnhofsvorstehers verstarb.

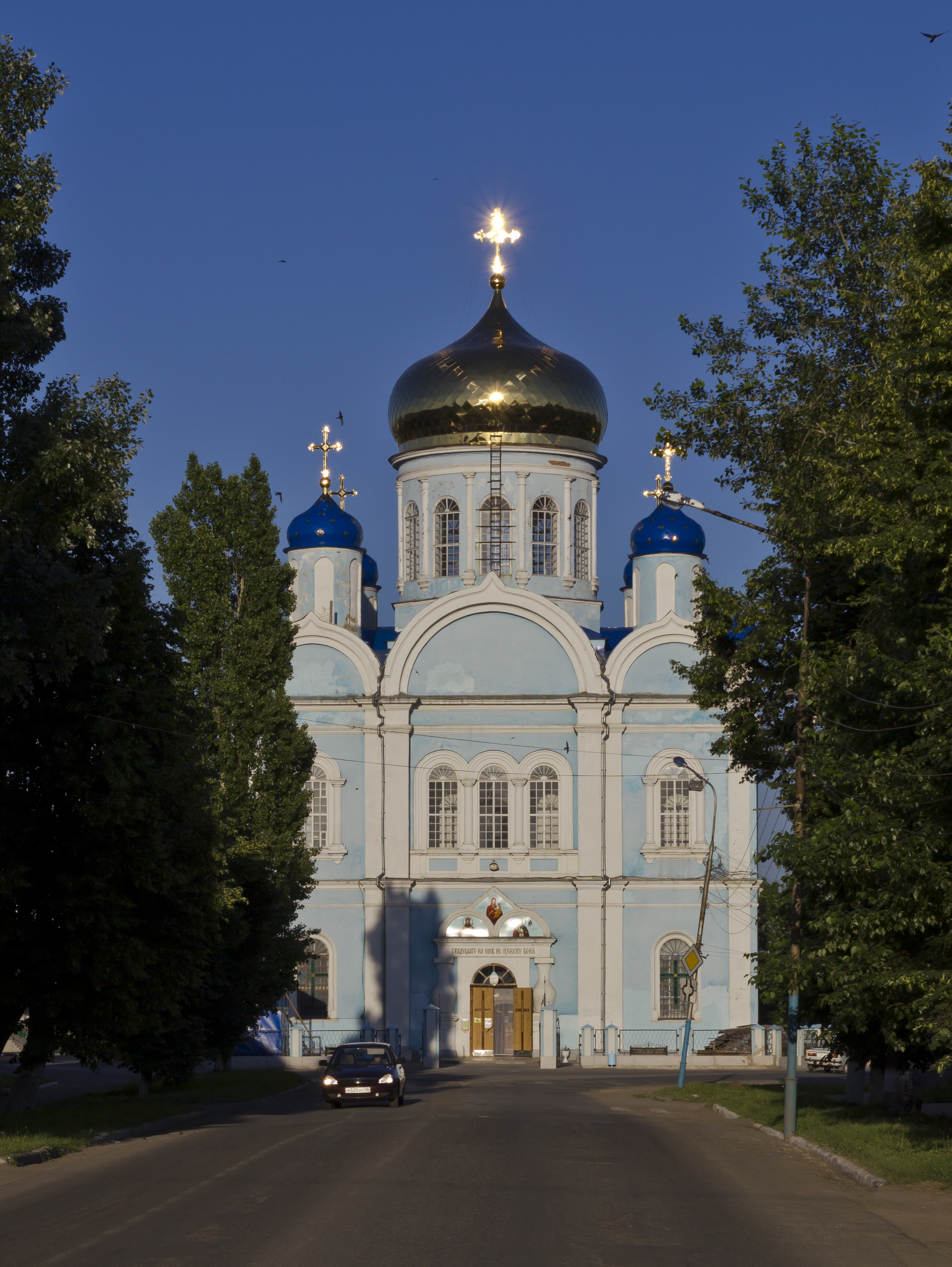
Tichwiner Kathedrale
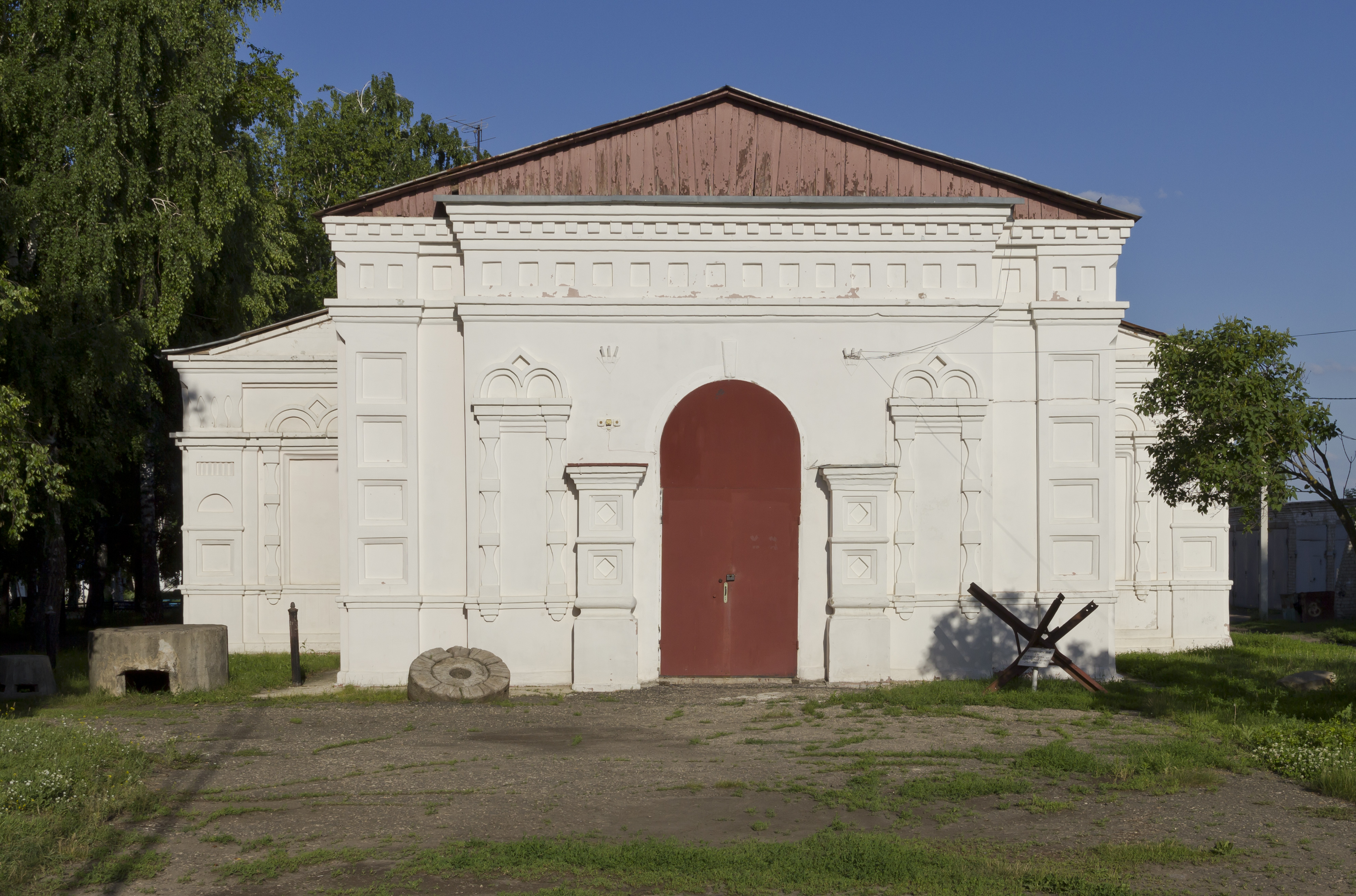
Heimatmuseum / ehemalige Kirche
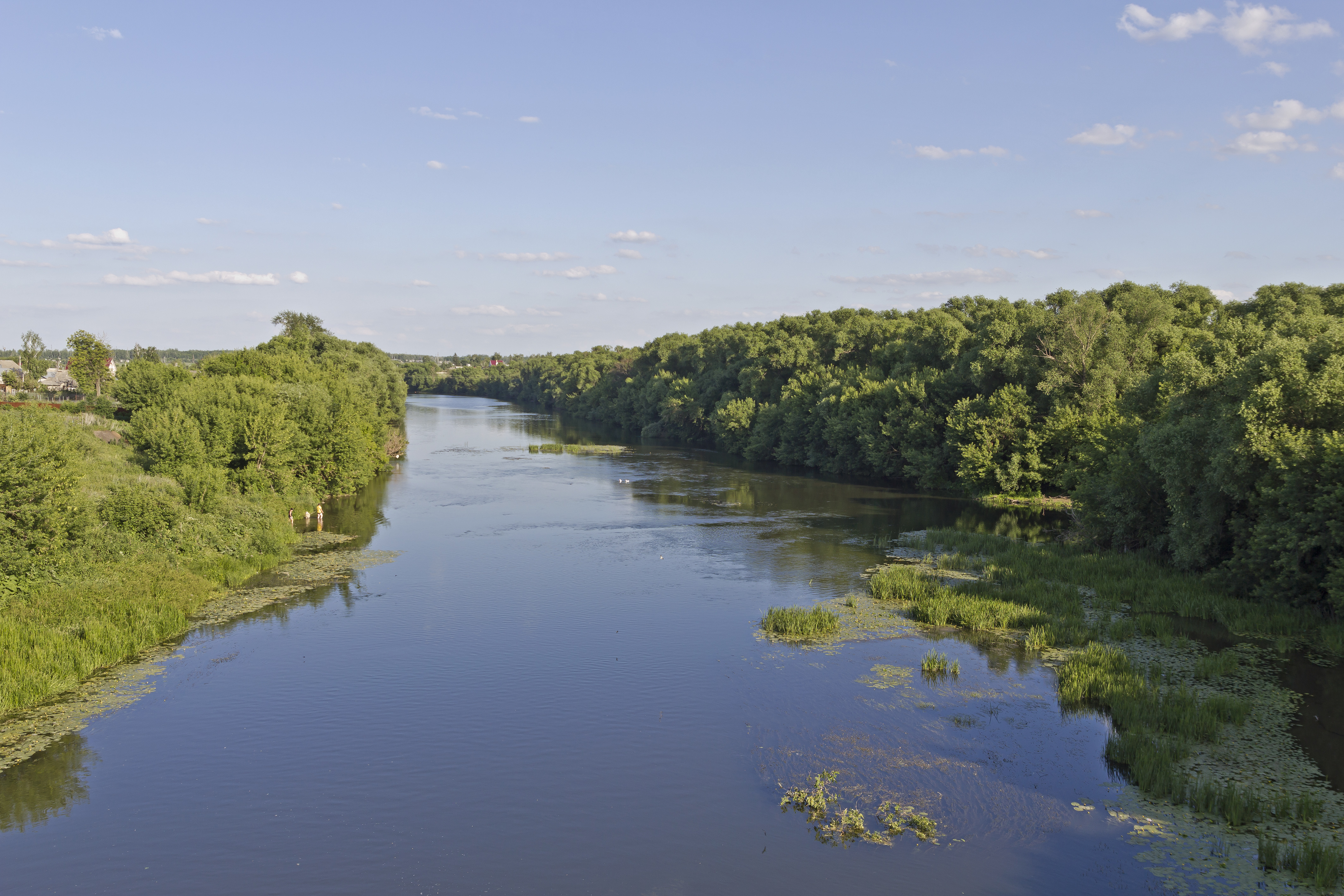
Der Don in Dankow
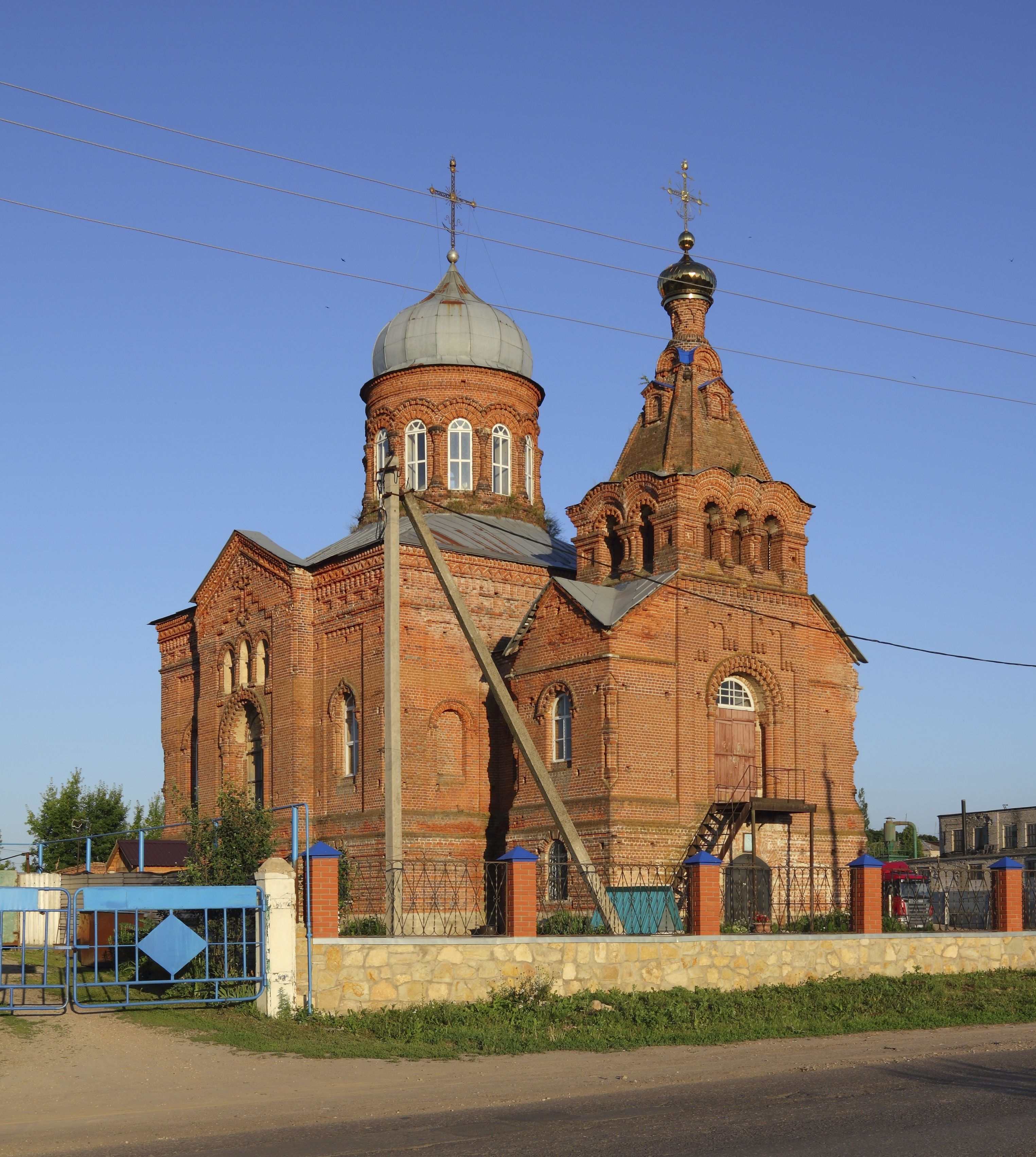
Christi-Geburts-Kirche
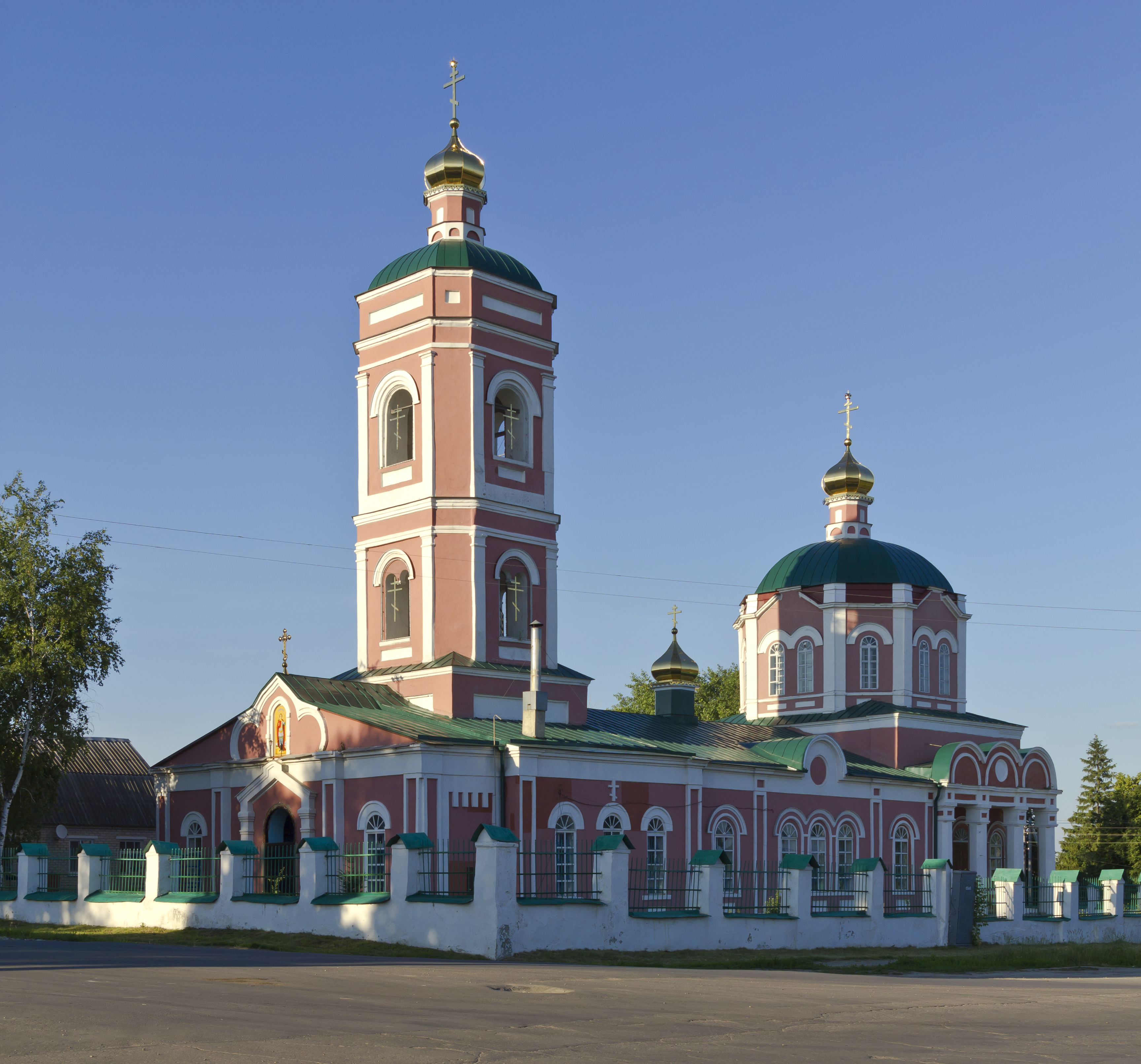
Georgskirche

## Söhne und Töchter der Stadt
- Alexei Lebedew (1924–1993), Tubist und Komponist
- Irina Rakobolskaja (1919–2016), Physikerin und Bomberpilotin
- Anatoli Solowjow (1922–2000), Theater- und Kinoschauspieler